# Jūrkalnes pagasts
Jūrkalnes pagasts er en territorial enhed i Ventspils novads i Letland. Pagasten havde 369 indbyggere i 2010 og 349 indbyggere i 2016 og omfatter et areal på 99,60 kvadratkilometer. Hovedbyen i pagasten er Jūrkalne.